# S/2004 S 12
S/2004 S 12 este un satelit natural al lui Saturn. Descoperirea sa a fost anunțată de Scott S. Sheppard⁠(d), David C. Jewitt⁠(d), Jan Kleyna⁠(d) și Brian G. Marsden pe 4 mai 2005 din observațiile efectuate între 12 decembrie 2004 și 9 martie 2005.
S/2004 S 12 are aproximativ 5 kilometri în diametru și îl orbitează pe Saturn la o distanță medie de 19,906 Gm în 1048,541 zile, la o înclinație de 164° față de ecliptică (162° față de ecuatorul lui Saturn), într-o direcție retrogradă și cu o excentricitate de 0,396.
Acest satelit a fost considerat pierdut    până la recuperarea sa în observațiile telescopului Canada-Franța-Hawaii din 2019. 